# Kairou Amoustapha
Abdoul Kairou Amoustapha (Niamey, 1º gennaio 2001) è un calciatore nigerino, attaccante svincolato della nazionale nigerina.

## Carriera

### Club
Tra il 2017 ed il 2020 ha giocato nella prima divisione del Niger. Dal 2021 al 2024 ha giocato nella seconda divisione messicana con il Cancún.
Nel 2025 va a giocare nella prima divisione maltese agli Ħamrun Spartans.

### Nazionale
Nel 2017 ha giocato 2 partite nei Mondiali Under-17; nel 2019 ha realizzato una rete in tre presenze nella Coppa d'Africa Under-20.
Il 13 novembre 2020 esordisce in nazionale maggiore, subentrando negli ultimi due minuti della vittoriosa partita per 1-0 contro l'Etiopia, valevole per le qualificazioni alla Coppa d'Africa 2021.

## Statistiche

### Cronologia presenze e reti in nazionale
| Cronologia completa delle presenze e delle reti in nazionale ― Niger | Cronologia completa delle presenze e delle reti in nazionale ― Niger | Cronologia completa delle presenze e delle reti in nazionale ― Niger | Cronologia completa delle presenze e delle reti in nazionale ― Niger | Cronologia completa delle presenze e delle reti in nazionale ― Niger | Cronologia completa delle presenze e delle reti in nazionale ― Niger | Cronologia completa delle presenze e delle reti in nazionale ― Niger | Cronologia completa delle presenze e delle reti in nazionale ― Niger |
| Data                                                                 | Città                                                                | In casa                                                              | Risultato                                                            | Ospiti                                                               | Competizione                                                         | Reti                                                                 | Note                                                                 |
| -------------------------------------------------------------------- | -------------------------------------------------------------------- | -------------------------------------------------------------------- | -------------------------------------------------------------------- | -------------------------------------------------------------------- | -------------------------------------------------------------------- | -------------------------------------------------------------------- | -------------------------------------------------------------------- |
| 13-11-2020                                                           | Niamey                                                               | Niger                                                                | 1 – 0                                                                | Etiopia                                                              | Qual. Coppa d'Africa 2021                                            | -                                                                    | 88’                                                                  |
| 20-11-2020                                                           | Antalya                                                              | Gabon                                                                | 3 – 1                                                                | Niger                                                                | Amichevole                                                           | -                                                                    |                                                                      |
| 18-11-2024                                                           | Accra                                                                | Ghana                                                                | 1 – 2                                                                | Niger                                                                | Qual. Coppa d'Africa 2025                                            | -                                                                    | 90’                                                                  |
| Totale                                                               |                                                                      | Presenze                                                             | 3                                                                    |                                                                      | Reti                                                                 | 0                                                                    |                                                                      |

## Palmarès

### Club

#### Competizioni nazionali
- Liga de Expansión MX: 1

Cancún: Apertura 2023
- Campionato maltese: 1

Ħamrun Spartans: 2024-2025